# Draveil
Draveil är en kommun i departementet Essonne i regionen Île-de-France i norra Frankrike. Kommunen ligger i kantonen Draveil som tillhör arrondissementet Évry. År 2022 hade Draveil 29 824 invånare.
Draveil är vänort med Oberkirch i Baden-Württemberg.

## Befolkningsutveckling
Antalet invånare i kommunen Draveil
| Referens: INSEE |